# Dominique Riquet

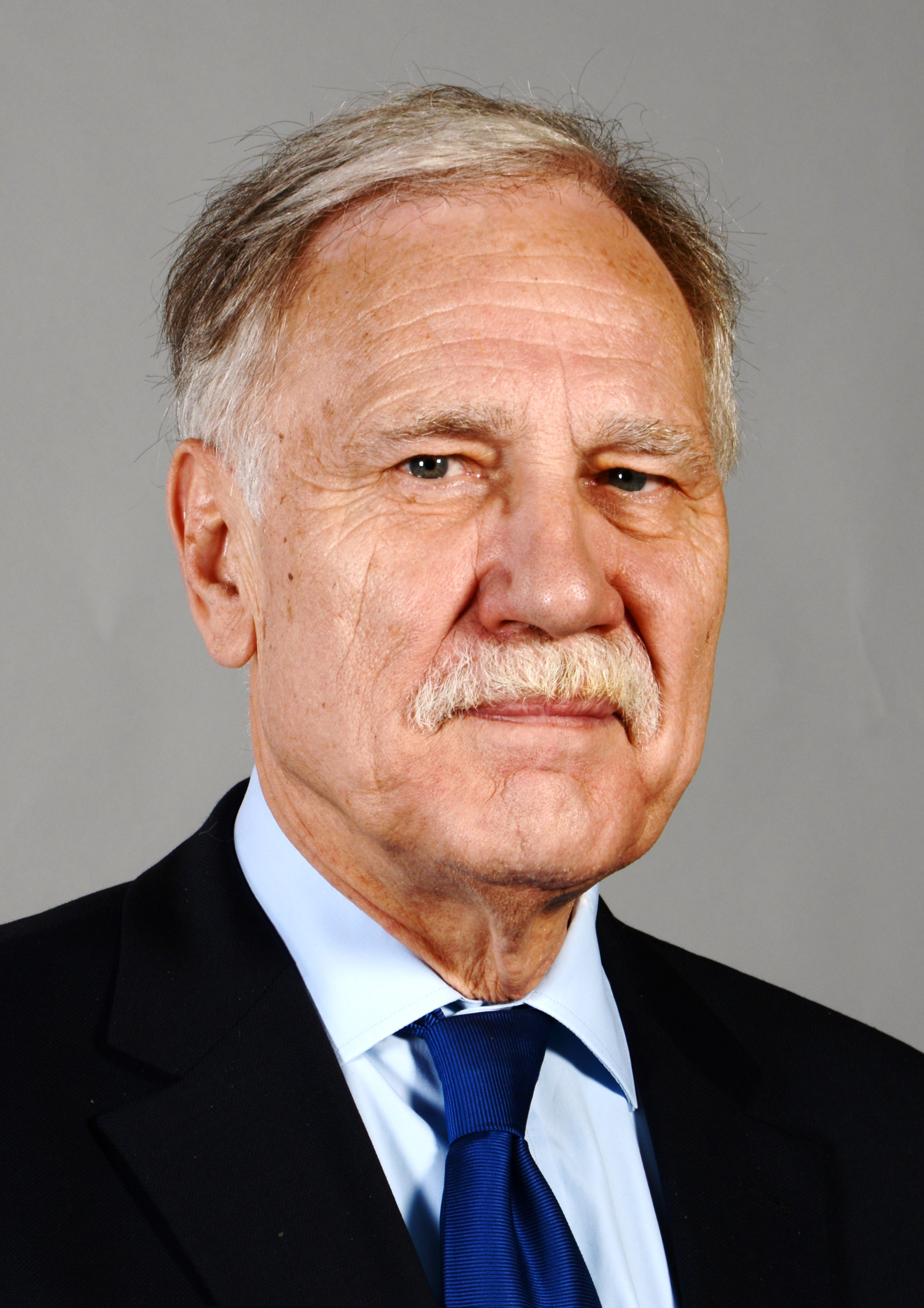
Dominique Riquet

Dominique Riquet (Valenciennes, 18 september 1946) is een Frans politicus. Hij is burgemeester van Valenciennes en hij werd in 2009 ook verkozen in het Europees Parlement. Hij is lid van de Républicains Radicaux et Radicaux-Socialistes, een partij die verbonden is met de UMP.
- Gemeinsame Normdatei: 1332304702
- Système universitaire de documentation: 122032780
- Virtual International Authority File: 172937204